# Mirkovrtsi
Mirkovtsi (en macédonien Мирковци) est un village situé à Tchoutcher Sandevo, au nord de la Macédoine du Nord. Le village comptait 959 habitants en 2002. Il se trouve au pied du massif de la Skopska Crna Gora.

## Démographie
Lors du recensement de 2002, le village comptait :
- Macédoniens : 883
- Serbes : 72
- Autres : 4